# Damian Roßbach
Damian Roßbach (Francoforte sul Meno, 27 febbraio 1993) è un calciatore tedesco, difensore dell'Hansa Rostock.